# Ніл Тіллотсон
Ніл Тіллотсон (англ. Neil Tillotson; 16 грудня 1898, Кейнен, Вермонт — 17 жовтня 2001, Коулбрук, Нью-Гемпшир) — американський винахідник і виробник латексних кульок і рукавичок, засновник компанії Tillotson Rubber; довгожитель.

## Біографія
Народився 16 грудня 1898 року в містечку Кейнен, штат Вермонт.
Навчався в місцевій школі, потім закінчив коледж Lowell Technical College (нині Массачусетський університет у Ловеллі).
Під час Першої світової війни служив капралом у 7-му кавалерійському полку на кордоні США з Мексикою. У 1920-х роках Тіллотсон працював у компанії Hood Rubber як дослідник, втратив роботу в результаті Великої депресії. З відчаю він знайшов спосіб економічно виготовляти повітряні кульки з латексу і заснував у 1931 році власну фірму Tillotson Rubber Company для їх виробництва. Його кулі мали не лише традиційну круглу форму, але й інші, наприклад, у вигляді котячої голови. У 1931 році, незважаючи на депресію, обсяг продажів компанії склав 85 000 доларів США (що еквівалентно 1,2 мільйона доларів США у 2009 році).
Під час Другої світової війни уряд відправив Ніла Тіллотсона в джунглі Колумбії, щоб знайти каучук для потреб промисловості.

Після війни підприємство Тіллотсона було оснащено сучасним високопродуктивним обладнанням, яке зробило можливим випуск його винаходу 1960-х років — латексні оглядові рукавички, що підходять для будь-якої руки. У 1968 році Ніл Тіллотсон став співзасновником компанії Tillotson Pearson Inc.  разом з Евереттом Пірсоном (Everett Pearson), співвласником Pearson Yachts; продав свої частки в компанії в 1992 році.
Він працював до червня 2001 року, коли переніс інсульт. Помер 17 жовтня 2001 року в лікарні Upper Connecticut Valley Hospital міста Colebrook, штат Нью-Гемпшир. Був похований на кладовищі Round Top Cemetery в містечку Діксвілл-Нотч, штат Нью-Гемпшир, де жив останні роки.

### Особисте життя
Ніл Тіллотсон був двічі одружений. Перша дружина — Евелін Тіллотсон (був одружений з 1922 року). Друга дружина — Луїза Тіллотсон (був одружений з 1957 року).
У нього було два сини — Рік і Том, а також дві дочки — Нейла і Жанет.
Цікаво, що Тіллотсон, будучи республіканцем, створив виборчу дільницю в Діксвілл-Нотч, де був першим виборцем на кожних американських первинних і президентських виборах протягом 40 років, до кінця свого життя. Його голосування відразу після півночі, коли відкриваються ділянки, часто висвітлювалося в пресі.